# Waldemar Matuška
Waldemar Matuška (n. 2 iulie 1932, Košice, Cehoslovacia – d. 30 mai 2009, Saint Petersburg, Florida, SUA) a fost un actor și cântăreț de șlagăre cehoslovac. Popular în anii 1960 și 1970, a emigrat în Statele Unite în 1986 și de atunci a locuit în Saint Petersburg, Florida.
Printre cele mai cunoscute filme ale sale se numără Joe Limonadă (1964), Fantoma din Morrisville (1966), Pipele (1966) și O noapte la castel (1973).

## Biografie
Waldemar Matuška s-a născut ca unul dintre cei cinci fii ai unui soldat ceh și ai cântăreței de operetă vieneză Mia Malinova. Și-a petrecut copilăria la Praga. El a renunțat curând la profesia sa de suflător de sticlă în Karlovy Vary-ul ceh în favoarea unei cariere muzicale și a cântat la diferite instrumente în diverse formații.
În 1960, Matuška, a cărui barbă neagră, care era neobișnuită pentru un cântăreț pop la acea vreme, a devenit rapid marca sa, a înregistrat primul său disc Suvenýr (Suvenir). A apărut pe scenă ca actor la Teatrul Semafor din Praga. Au urmat numeroase înregistrări și spectacole cu mulți artiști cehi, inclusiv Karel Gott. A câștigat de două ori premiul pentru muzică Zlatý slavík (Privighetoarea de aur), în 1962 și 1967. De asemenea, a făcut filme cu un succes din ce în ce mai mare. Chiar și după suprimarea Primăverii de la Praga, Matuška a rămas popular. Din punct de vedere artistic, s-a concentrat tot mai mult pe piese în stilul muzicii country.
În 1976 s-a căsătorit cu cântăreața Olga Blechová, cu care a părăsit Cehoslovacia zece ani mai târziu. Regimul comunist l-a interzis apoi Matuška de la radio, televiziune și cinema, iar înregistrările sale au fost retrase de la vânzare.
În SUA, Matuška și-a câștigat existența cântând pentru compatrioții emigranți. În anul următor revoluției de catifea din țara sa natală din toamna anului 1989, Matuška a susținut un concert la Praga. 
A decedat în 2009, la vârsta de 76 de ani. Waldemar Matuška a fost înmormântat în Cimitirul de Onoare din cartierul Vyšehrad al Pragăi.

## Filmografie selectivă
- 1964 Joe Limonadă (Limonádový Joe aneb Koňská opera), regia Oldřich Lipský
- 1966 Fantoma din Morrisville (Fantom Morrisvillu), regia Bořivoj Zeman
- 1966 Pipele (Dýmky), regia Vojtěch Jasný
- 1966 Moartea în spatele cortinei (Smrt za oponou), regia Antonín Kachlík
- 1969 Cronică moravă (Všichni dobří rodáci), regia Vojtěch Jasný
- 1971 Kam slunce nechodí, regia Ivo Novák
- 1973 O noapte la castel (Noc na Karlštejně), regia Zdeněk Podskalský
- 1980 Blockbuster (Trhák), regia Zdeněk Podskalský